# Волковичи (Смоленская область)
Волковичи — деревня в Смоленской области России, в Рославльском районе. Расположена в южной части области в 9 км к юго-востоку от Рославля, в 6 км к востоку от автодороги А141 Орёл — Витебск. Население — 315 жителей (2007 год). Административный центр Волковичского сельского поселения.

## Достопримечательности
- Курганная группа (20 курганов) в 0,2 км южнее деревни.